# Pecten Spur
Der Pecten Spur ist ein scharfgratiger und felsiger Gebirgskamm auf der Ostseite der westantarktischen James-Ross-Insel. Er erstreckt sich vom südlichen Kliff der Jonkers Mesa in südöstlicher Richtung auf halbem Weg zwischen dem Ekelöf Point und dem Kap Gage am nordwestlichen Ufer der Admiralitätsstraße.
Das UK Antarctic Place-Names Committee benannte ihn 2006 nach hier gefundenen Fossilien von Kammmuscheln der Gattung Pecten.